# 梁君培
梁 君培（りょう くん ぱい、ウィリアム · レオン、1998年7月24日 - ）は、マカオや香港のプロテスタント牧師、実業家、ポルトガル人。ルーテル派のキリスト中福教会の担任教師である。